# Oscar Kreuzer
Oscar Kreuzer (Frankfurt del Main, Imperi alemany, 14 de juny de 1887 − Wiesbaden, Alemanya Occidental, 3 de maig de 1968) fou un tennista i jugador de rugbi alemany, guanyador d'una medalla de bronze olímpica.

## Biografia
L'èxit més important de la seva carrera fou la medalla de bronze olímpica aconseguida en els Jocs Olímpics de 1912 celebrats a Estocolm. Aquell mateix any fou finalista del torneig World Hard Court Championships de París, però fou derrotat pel seu compatriota Otto Froitzheim. En el torneig de Wimbledon va arribar a semifinals l'any 1913. El juliol de 1914, Froitzheim i ell es trobaven a Pittsburgh per disputar el torneig defensant l'equip alemany. Durant la disputa d'aquest va esclatar la Primera Guerra Mundial i de tornada al seu país, el vaixell de vapor on viatjaven fou interceptat per un vaixell de guerra britànic i foren empresonats a Gibraltar durant diversos mesos. Posteriorment foren enviats a un camp de detenció a Leeds fins a finalitzar la guerra. Després de la guerra va continuar jugant a tennis i guanyant alguns títols més com el International German Championships d'Hamburg.
A banda del tennis, Kreuzer també va jugar a rugbi i va guanyar el campionat alemany el 1910 formant part de l'equip SC 1880 Frankfurt. Un cop retirat de tota pràctica esportiva, es va establir a Wiesbaden, prop del seu amic Froitzheim.

## Jocs Olímpics

### Individual
| Any  | Campionat                       | Oponent              | Resultat           |
| ---- | ------------------------------- | -------------------- | ------------------ |
| 1912 | Jocs Olímpics, Estocolm, Suècia | Ladislav Žemla-Rázný | 6−2, 3−6, 6−3, 6−1 |